# 奧地利的艾蕾諾爾 (1498-1558)
奧地利的艾蕾諾爾（Eleanor of Austria，1498年11月15日—1558年2月25日），尼德蘭領主费利佩一世與妻子卡斯提爾女王胡安娜一世的長女，西班牙國王卡洛斯一世的姊姊，初為葡萄牙國王曼努埃爾一世王后（1518～1521），後為法蘭西國王弗朗索瓦一世王后（1530～1547）。

## 生平
奧地利的埃莉諾出生於比利時魯汶，是費利佩一世與胡安娜一世的長女。卡斯蒂利亞王位其後由父母二人共同執政。她亦是皇帝查理五世及斐迪南一世、丹麥、挪威和瑞典王后奧地利的伊莎貝拉、匈牙利和波希米亞王后奧地利的瑪麗及葡萄牙皇后奧地利的凱瑟琳的姊姊。
埃莉諾年輕時，她的親戚想將她許配給仍然為威爾斯親王的亨利（即後來的英格蘭國王亨利八世），為兩人訂婚。其後因為父親亨利七世逝世，亨利八世繼承王位，決定迎娶其兄長亞瑟·都鐸的遺孀、埃莉諾的小姨阿拉貢的凱瑟琳。這時埃莉諾的親戚又想將她許配給法國國王路易十二或他的後繼人法蘭索瓦一世，又或是波蘭國王齊格蒙特一世，但是都沒有成事。1510年，她又再被安排為洛林公爵安托萬的未婚妻選擇之一。
1517年，她與普法尔茨選侯的弟弟腓特烈（即後來的普法爾茨選侯腓特烈二世）相愛，被她的弟弟當時的西班牙國王卡洛斯一世（即是其後的神聖羅馬帝國皇帝查理五世）發現埃莉諾正在閱讀腓特烈的情信，因而迫使腓特烈發誓未有與埃莉諾秘婚，並將腓特烈逐出王庭。埃莉諾只好於1517年與卡洛斯一世去西班牙。次年，他们的外祖父阿拉贡国王费尔南多二世驾崩，卡洛斯为顺利继位，与埃莉诺一同拜访被费尔南多以精神失常为由囚禁在托德西利亚斯王宫圣克拉拉修道院的母亲胡安娜女王，获得其授权成为共治国王卡洛斯一世。埃莉诺将母亲的王宫布置出家的感觉，但卡洛斯一世登基后没有释放母亲直到她于1555年去世。
卡洛斯一世為了防止葡萄牙幫助國內的叛逆勢力，先提議埃莉諾與其表弟葡萄牙王位繼承人約翰结婚，但是未能成事後卻於1518年將埃莉諾嫁給丧偶的姨丈葡萄牙國王曼努埃爾一世。曼努埃爾一世曾先後與埃莉諾的母親胡安娜的姊妹伊莎貝拉及瑪麗亞結婚並生下眾多兒女包括王位繼承人約翰。
1518年7月16日，埃莉諾以18歲之齡嫁給快將50歲的曼努埃爾一世。他們生了兩名兒女，王子卡洛斯（早夭）及公主瑪麗亞。1521年12月13日，曼努埃爾一世因疫病逝世，埃莉諾22歲便成了寡婦。雖然成為太后，埃莉諾仍然回到西班牙王庭居住，但是她的妹妹卻去葡萄牙嫁給埃莉諾的繼子約翰三世。
1523年7月，埃莉諾與波旁公爵夏爾三世·德·波旁訂婚，因為查理五世希望波旁家族與他生命中的敵人法蘭索瓦一世對抗，但是此婚約其後無疾而終。1526年，埃莉諾卻與在西班牙成為階下囚的法蘭索瓦一世訂婚。
1530年，埃莉諾成為法蘭索瓦一世的第二任妻子。1531年5月31日，在聖但尼加冕成為法国王后。但是埃莉諾並未得寵，法蘭索瓦一世只與他的情婦相好。埃莉諾仍需履行法国王后的职责，例如於1533年出席她的繼子亨利和嘉芙蓮·德·美第奇的婚禮，她亦以繼母的身份照顧瑪德琳及瑪格麗特。其後，埃莉諾主要成為法蘭西王國與神聖羅馬帝國的和解的談判者，她出席了1538年在艾格莫爾特的和平談判。1544年，她又到了布魯塞爾與弟弟查理五世及妹妹奧地利的瑪麗進行和談，其後兩國簽訂了克雷皮昂萊奧諾瓦和約。
1547年，法蘭索瓦一世逝世。翌年，埃莉諾以太后身份離開法國前往布魯塞爾，並於1555年10月見證查理五世的退位儀式，並一同離開到西班牙定居。其後埃莉諾與妹妹奧地利的瑪麗住在哈兰迪利亚-德拉贝拉並不時探望住在修道院中的查理五世。1558年，埃莉諾終於在28年後與女兒瑪麗亞在巴達霍斯相見，但是在回程時埃莉諾逝世。